# Řád rytířů sv. Tomáše Canterburského v Akře

Symbol Rytířů sv. Tomáše z Akry

Symbol Rytířů sv. Tomáše z Akry od roku 1236

Řád rytířů sv. Tomáše Canterburského v Akře nebo též jen Rytíři sv. Tomáše z Akry byl rytířský řád, jehož členství bylo omezeno pouze na Angličany. Řád byl založen roku 1191 v Akře (Akkonu), poté co město bylo dobyto Richardem Lví srdce. Vilém, kaplan z katedrály sv. Pavla v Londýně zformoval malou skupinu, jejíž členové složili sliby chudoby, poslušnosti a celibátu a jejichž cílem bylo pečovat o nemocné a pohřbívat bojovníky, padlé v bojích o Svatou zemi. Vilém jako převor řádu později přidal i povinnost získávat prostředky na vykupování zajatců z rukou muslimů. Úspěch řádu v plnění těchto cílů umožnil v Akře založit špitál a kostel zasvěcené sv. Tomáši Becketovi.
Řád se zmilitarizoval působením westminsterského biskupa Petra z Roche během páté křížové výpravy v letech 1217–1221. V roce 1236 papež Řehoř IX. potvrdil řád jako rytířský a byla přijata řehole Řádu německých rytířů. Během následujících sto let křižáci drželi Akru a role řádu se změnila ze špitálníků na čistě vojenský řád. S tím došlo i posílení role velmistra řádu na úkor jeho převora. Řád založil svou provincii v Anglii, což později vyústilo ve spory mezi oběma částmi řádu.
Během bitvy o Akru zahynul při obraně velmistr s devíti bratry (12. května 1291) a po pádu této poslední křižácké bašty se převorství přemístilo na Kypr. Spory mezi částmi řádu a špatná finanční situace vyústily ve ztrátu bojeschopnosti a po roce 1360 již nejsou žádné zprávy o velmistrovi řádu na Kypru.
Řád postupem doby ztratil vojenský charakter a přijal augustiniánskou řeholi. Věnoval se charitě v Londýně a zřídil tam základní školu, přičemž navázal spojení s cechem obchodníků s vlnou. Nakonec byl řád rozpuštěn Jindřichem VIII. roku 1538 a jeho špitál a kapli odkoupil právě cech obchodníků s vlnou.